# تپه گورستان پیری
تپه قبرستان پیری مربوط به میانه دوران‌های تاریخی پس از اسلام است و در شهرستان سنقر، بخش مرکزی، روستای ده آسیاب واقع شده و این اثر در تاریخ ۱۱ مرداد ۱۳۸۴ با شمارهٔ ثبت ۱۲۵۲۵ به‌عنوان یکی از آثار ملی ایران به ثبت رسیده است.